# Willie van Niekerk
Willem „Willie“ Abraham van Niekerk (* 29. Juni 1937 in Pretoria, Südafrikanische Union; † 8. August 2009) war ein südafrikanischer Arzt, Politiker und Generaladministrator von Südwestafrika (heute Namibia).

## Biografie
Van Niekerk wuchs auf der elterlichen Farm im Oranje-Freistaat auf. Er studierte Medizin und Chirurgie an der Universität Pretoria und machte 1959 seinen Abschluss. Anschließend war er als Forscher am Roswell Park Memorial Cancer Institute in Buffalo in den Vereinigten Staaten tätig. 1960 kehrte er in seine Heimat zurück und arbeitete im gynäkologischen Zentrum der Universität Pretoria.
1965 wurde van Niekerk Mitglied des Royal College of Obstetricians and Gynaecologists (MRCOG) in London (Vereinigtes Königreich). Sechs Jahre später wurde er ein Fellow of the College of Obstetricians and Gynaecologists (FRCOG). 1970 zog es ihn an die Universität Stellenbosch, wo er Professor wurde und die Abteilung für Gynäkologie und Geburtshilfe leitete. 1982 beendete er seine Hochschullaufbahn und wurde Politiker der Nasionale Party. Ein Jahr später zog er sich von der International Academy of Cytology zurück und war ab dem 1. Februar 1983 Generaladministrator von Südwestafrika. Im Juli 1983 gründete van Niekerk einen 50-köpfigen Rat, der sich mit der Zukunft des Landes und insbesondere der Ausarbeitung einer neuen Verfassung beschäftigen sollte. Dieser Staatsrat wurde bereits nach zwei Monaten durch die Mehrparteien-Konferenz (MPC) ersetzt. Zum 1. Juli 1985 übergab er das Amt an Louis Pienaar.
1985 wurde van Niekerk unter Staatspräsident Pieter Willem Botha Gesundheitsminister Südafrikas. Mit Ende der Apartheid 1992 verließ van Niekerk die Politik und arbeitete erneut als Mediziner, diesmal in Kapstadt. 2004 setzte er sich zur Ruhe.

## Schriften
Van Niekerk hat mindestens 27 Publikationen zur Gynäkologie, Geburtshilfe, Zellbiologie und Zytogenetik veröffentlicht.